# Château de Strassfried
 (janvier 2019).
Le château de Strassfried (en allemand : Burgruine Straßfried , « ruines du château de Straßfried ») est un château fort dans le sud du Land de Carinthie en Autriche. Il se trouve près de la commune d'Arnoldstein à côté de la frontière italienne. 

## Localisation
Le château attire l'attention sur son emplacement et sur son importance stratégique antérieure. Strassfried se trouve sur une colline boisée au pied des Alpes carniques, à la jonction de la route provenant d'Italie (aujourd'hui notamment l'autoroute A2) et d'une autre venant du Tyrol oriental via la vallée de la Gail à l'ouest. 

## Histoire

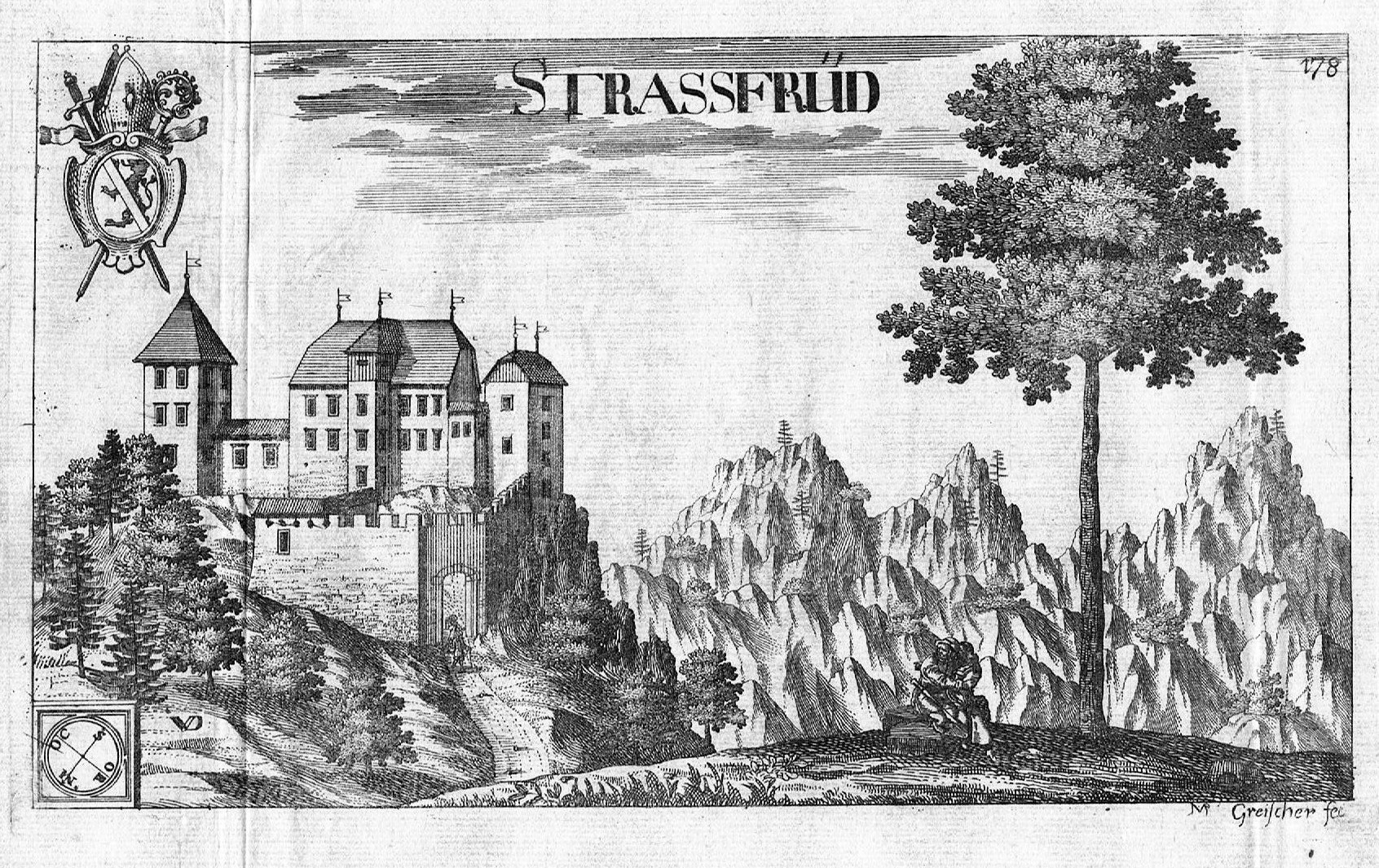
Le château de Straßfried, Topographia Archiducatus Carinthiae antiquae & modernae completa, Janez Vajkard Valvasor, 1688.

Une liaison routière à travers la vallée reliant l'Italie et la province de Norique existait déjà du temps des Romains. La colline était probablement le site d'un sanctuaire ; à l'est se trouvait la station de Meclaria.
Le château est mentionné pour la première fois sous le nom de castrum Strazvrid en 1279, lorsque le duché de Carinthie, ancien domaine d'Ottokar II de Bohême, est capturé par Rodolphe de Habsbourg, roi des Romains. Il est ensuite laissé aux évêques de Bamberg, propriétaires de vastes territoires dans la Carinthie. Au XIIIe siècle, le château fut agrandi pour protéger les routes commerciales importantes sur lesquelles il se trouvait. En 1687, la forteresse a été acquise par l'abbaye d'Arnoldstein.
Parmi les installations à deux-tours d'origine, seule la tour du côté a été préservée.  Des parties considérables du mur subsistent encore, mais seules de petites parties du palais sont intactes. Strassfried a subi de grands dommages de l'occupation française pendant la guerre de la Première Coalition et la première campagne d’Italie lorsque les Français ont fait sauter certaines parties de la forteresse en 1797.

### Liens Externes
- Ressource relative à la géographie :   - Digital Atlas of the Roman Empire